# روبرت هيو بيكرينغ
روبرت هيو بيكرينغ هو لاعب الكرلنغ وسياسي كندي، ولد في 19 سبتمبر 1932 في ويلكوس في كندا، وتوفي في 24 يونيو 2015. حزبياً، نشط في حزب ساسكاتشوان المحافظ التقدمي. وقد انتخب عضو المجلس التشريعي من ساسكاتشوان.